# Kelenföld kocsiszín
A Kelenföld kocsiszín Budapest XI. kerületében található kocsiszín.

## Jellemzői
A Budapest XI. kerületében, a Bartók Béla út 137. szám alatt elhelyezkedő épület 1912-ben épült. Jelenleg felújított állapotban segíti a közösségi közlekedést. Elsősorban Ganz CSMG és ČKD–BKV Tatra T5C5K típusú villamosok tárolására használják, amelyek a 19-es, 47-es, 48-as, és 49-es vonalakat szolgálják ki. Villamosfordításra a kocsiszín előtti deltavágány vehető igénybe.
Itt állomásoztatnak Roessemann és Kühnemann-BSzKRt 70-es típusjelzésű hóseprő mozdonyt és több Ganz nosztalgia villamost is.

## Képtár
- A kocsiszín mellett 1945–1990 között működött a Füzesi Árpád főműhely. (A kép jobb oldalán.)[1]
- 1974-ben
- 2014-ben
- 1974-ben
- A Füzesi főműhely 1974-ben
- A Füzesi főműhely 2017-ben
- Nosztalgia járművek
- A 2018-ra felújított S típusú motorkocsi
- Két Ganz CSMG villamos 2017-ben